# 智取威虎山 (电影)
《智取威虎山》（The Taking of Tiger Mountain）是一部2014年博纳影业出品、徐克导演的中國大陸和香港合拍3D电影，元彬和劉國慶任動作設計，改编自作家曲波所写的长篇小说《林海雪原》中的著名故事《智取威虎山》，讲述剿匪小分队与东北土匪斗智斗勇的故事。张涵予、梁家輝、林更新、佟丽娅和余男主演。中国大陆原定于2014年12月24日上映，后提前至12月23日下午上映。
影片赢得金鸡奖最佳导演、最佳男主角和最佳剪辑奖，金马奖最佳视觉效果奖，香港电影评论学会大奖最佳导演，以及香港电影金像奖最佳导演和最佳音响效果奖。

## 剧情
2015年的纽约市，刚进入硅谷一家IT公司工作的姜磊与老同学聚会，众人在KTV唱歌时出现了京剧《智取威虎山》MV画面，勾起了姜磊的回忆，后来他回到老家黑龙江看望亲人。
时间追溯到1946年冬抗战后的东北地区，此时国共双方都在设法扩大自己的地盘势力。东北民主联军203小分队30余人在首长少剑波的带领下，正向牡丹江进发。他们路经威虎山下之时发现夹皮沟当地村民饱受土匪祸害，粮食不但被抢走，许多人也被害。部队跟一伙伪装成东北民主联军的山匪相遇，经过一场战斗后，山匪只有两人成功逃走。回到威虎山后，首领崔三爷（座山雕）因怪罪这30多人未经命令私自下山于是处决了两人。威虎山此地是三爷等人所占据的一个日军所建的军事基地，有大量军备物资。出于对拉拢座山雕人马的打算，国军将领侯专员表示只要他们接受收编，当局就会封崔三爷为“东北先遣军总司令”，并表示以后会将“先遣图”送与三爷。不过侯专员私底下认为座山雕野心太大想成为张作霖一样的人物，于是让栾平将图交予跟威虎山作对的许大马棒，目的是让两大帮派互斗以坐收渔翁之利。
此时上面派来敌工科侦查员杨子荣和女卫生员白茹来协助203小队，并带来了部队急需之粮食。部队遇到了一个很痛恨他们的男孩栓子，原来包括栓子之父在内的许多村民遇害，母亲马青莲随后失踪，这些都是伪装成他们的山匪干的。一次栓子不听话后跑走了，后来高波发现栓子被村民栾平抓了起来，为了救栓子高波挺身而出不料落入敌手双腿还被打伤，在战友的及时相救下高波得以逃生，此事也使得栓子对他们的感情发生转变。栾平被抓后大家发现他是威虎山安在村里的奸细。杨子荣假称自己是许大马棒的胡彪来威胁栾平，并从其身上得到侯专员所交付给他的“先遣图”。原来刻画有东北地区重要军事情报的“先遣图”由日军绘制共有三张，其中一张在座山雕手里，而借助栾平的这幅图可寻得藏有数吨黄金之地。
部队将栾平屋里私藏的许多粮食分给了村民深受大家感激，不过当少剑波鼓励大家拿起武器与山匪战斗时遭到了村长的拒绝，因为他们害怕一旦部队走后会遭到土匪的报复。为了彻底瓦解山匪势力，曾卧底于许大马棒的杨子荣请缨独自上山卧底于威虎山，以里应外合消灭山匪。少剑波一开始并没同意，在杨的一再坚持下只得应允，并将先遣图交予他以便换取座山雕的信任，杨已另抄有一份该图的副本。
在上山途中，杨与另一战友长腿约定在林中某处留记号传情报。路上杨还遇到一只猛虎将其所乘之马吓跑，费了九牛二虎之力后杨用枪射杀了大虎，并碰到了下山的威虎山的小头领——老七花舌子和老八铁锁。杨子荣谎称自己为许大马棒的养马官胡彪，因受到投靠共军的栾平之陷害而被迫前来投靠威虎山，因对许大马棒和黑话等情况烂熟于心，杨初步取得三爷和众首领的信任，并因献宝有功而被封为威虎山的小头领“老九”。
一次，三爷夫人青莲前来色诱考验杨子荣，杨将栓子活着的秘密告知与她。由于三爷怀疑杨是共军，于是老二翻垛出主意让杨打假共军来验证，杨识破计谋后用机枪借手消灭了不少伪装成东北民主联军的山匪，如此损失让三爷对老二甚是生气。随后杨子荣自告奋勇带领老八等若干人下山行动，三爷就让老五秧子房随行监视。在下山途中杨子荣借口拉大便以在雪中留情报，在此过程中一同方便的老八还与老五发生口角。事后203小队从情报中获知，栓子他娘还活着，并计划让部队以后从威虎山北面的鹰嘴峰处袭击山寨。
一个夜晚，青莲偷出三爷的秘道图让杨子荣带她溜走；不料被监视她的老四插千发现，在被抓之前杨告之青莲让她一口咬定老四偷了三爷的东西。之后果然从老四的口袋中搜到秘道图，原来是杨在交枪时秘密放进去的。愤怒的三爷让老大炮头处置其带进山来的老四，老四被枪毙后老大也想自尽被三爷所阻。由于多日没有山下之消息，三爷就让老大炮头、老五秧子房和老六水香等率领大批人马下山行动。而203部队通过精心准备，利用火炮桶等手段与对方展开激战。在此战斗中山匪受到重大损失，只有老大和老六等少量人马成功逃离；203小队的警卫员高波和另一战友砖头也遇害，多名战士受伤，被囚的栾平也从乱中逃走。栾平逃到威虎山后，向三爷等人指证杨子荣乃共军成员，杨则坚称对方才是投靠共军之人。出于对栾平所称的山下只有30余人共军士兵之话的不信任，三爷与老大等人选择相信杨。杨枪杀了栾平后将一张纸条塞入其口袋并踢下山。203部队于是得知杨计划在大年除夕之夜，让部队在座山雕大张庆贺60岁寿辰之夜突袭威虎山。
除夕“百鸡宴”贺寿当晚，青莲欲逃走而被抓。203小队通过滑雪板与绳索成功从威虎山北面的鹰嘴峰登陆威虎山，他们首先控制了塔台和军火库，在安置炸药包时与山匪展开火拼，座山雕让属下拿出室内秘藏的武器迎战。此时被识破内鬼身份的杨子荣利用火弹的掩护成功躲入房梁之上。少剑波亲自驾驶唯一的一辆坦克炮轰山峰，落下的巨石砸破威虎山大堂并造成许多山匪伤亡。座山雕眼见大势已去，遂携带人质青莲从秘道逃跑。杨劝老七和老八等人投降保身并随后紧追座山雕，幸亏少剑波的及时相救，欲开枪射他的老大炮头被少击毙。神枪手马保军还勇敢地射杀老二翻垛救了少剑波。杨在秘道中最终开枪射杀座山雕并救出青莲。黎明时分203部队大捷归来，青莲与儿子栓子拥抱团聚。
时间又回到2015年，除夕之夜姜磊与奶奶吃团圆饭，原来他是姜栓子的孙子，而奶奶也当年夹皮沟村长之女。姜磊想象着与203部队成员一同吃团圆饭的场景，并幻想着杨子荣拯救太奶奶青莲的另一个版本的高潮结局：座山雕驾驶着秘道里的一架飞机欲带青莲逃离，杨成功爬上机身在秘道里与座山雕搏斗，最终青莲得救、飞机坠毁、座山雕坠入山崖而亡。

## 角色
203小队
- 张涵予 飾 杨子荣 敌工科侦查员
- 佟丽娅 飾 白茹，卫生员，绰号“小白鸽”
- 林更新 飾 少剑波，203小队首长
- 陳　曉 飾 高波，警卫员，被水香殺死
- 谢　苗 飾 马保军，神枪手
- 吴旭东 饰 孙达德
- 韩飞行 飾 坦克
- 张永达 飾 李鸿义
- 李炳渊 饰 雷公

威虎山
- 梁家輝 饰 崔三爷，绰号“座山雕”，威虎山首领，养有一只山雕，口头禅为“一个字”
- 余　男 饰 马青莲，姜栓子之母，夾皮構村長女兒之奶奶，姜磊之曾祖母，被迫成为座山雕的夫人
- 张　立 饰 老大炮头
- 释延能 飾 老二翻垛
- 孙蛟龙 饰 老三粮台
- 程思寒 饰 老四插千
- 元　武 饰 老五秧子房
- 肖　轶 饰 老六水香，杀死高波之擅用匕首者
- 王　尧 饰 老七花舌子
- 杨一威 饰 老八铁锁，是山寨中最单纯、最相信杨子荣的人[9][10]

其他人
- 杜奕衡 饰 栾平，夹皮沟村民，为威虎山山匪通风报信的奸细，爱抽大烟
- 苏翊鸣 飾 姜栓子[11]，馬青蓮之子，姜磊之祖父，夾皮構村長之女婿
- 飾 杨勇奇，夹皮沟村民
- 饰 侯专员，国军将领，欲收编座山雕的人马并挑拨威虎山与许大马棒的人

当代人
- 韩庚 飾 姜磊，姜栓子的孙子，馬青蓮之曾孫
- 吕中 飾 姜磊的祖母，姜栓子之妻，馬青蓮之媳婦，夹皮沟村长的女儿
- 張予曦 饰 June , 特別演出

## 制作
香港导演王晶接受记者采访时曾透露，他早在2006年准备与影片投资方老总、博纳影业的董事长于冬合作拍摄《智取威虎山》，并且准备找刘德华来演杨子荣，但是电影局認為《智取威虎山》是“红色题材”，担心王晶作为一位香港导演拍不好而不让拍。他表示香港导演徐克之所以能拍成《智取威虎山》，“除了各方面的条件都比当年更成熟之外，最重要的一个原因是因为他(徐克)找到了监制黄建新——与韩三平联合执导过《建国大业》和《建党伟业》，把握重大历史题材绝对不成问题。”
徐克导演表示，自己第一次看到《智取威虎山》这部电影是1970年代的美国纽约市的唐人街，“那时就觉得这个剿匪斗智的故事很精彩，情节紧张又惊险，雪景则很奇幻。”“当时看完我就很有感觉，那时候我就下决心，如果要我拍一部内地题材的电影，我就要拍《智取威虎山》。”后来博纳影业总裁于冬买下了原著的电影改编权找徐克执导、黄建新监制。徐克要用现代的方式去阐述《智取威虎山》这段故事，“我觉得这并不是个只存在于过去的故事。今天把它呈献给大家，是因为我想知道如果事情发生在现在的话，又会是怎样。我用现在的角度、眼光和现代的手法去讲这个故事，本意也就在这里。”
主演张涵予表示：“小时候这部戏就已经深深印在我的脑海里了，我自己特别喜欢扮演杨子荣”，“能演杨子荣这个角色，是满足了我个人的强烈欲望，为了这个我是可以‘不择手段’的”，为了这个角色，为了我的梦，一切都值得”。徐克认定张涵予之于杨子荣是“神形兼备”。徐克表示很早就想让梁家辉演座山雕这个反派角色，“座山雕不是普通坏人，要从不同角度看，大家才能感受到他坏的够不够深刻。”梁家辉称自己第一次看到自己的造型时都被吓到了，“我定完妆，第二天看到照片，还问我旁边人照片里的是谁？！完全看不出这个人就是我。”
胡伟立原创音乐，摄影师为蔡崇辉，元彬任动作指导，易振洲负责美术指导，权裕辰任服装设计，于柏杨负责剪辑，特效由参与过《狄仁杰之神都龙王》的韩国的Dexter公司制作。2011年开始筹备，2013年12月19日于北京开机，采用3D摄像机现场拍摄，在黑龙江雪乡取景数月，2014年4月27日杀青。全片总共约有1000个特效镜头，特效制作总费用为2000万元人民币。其中有一场杨子荣上山打老虎的戏，剧组先用动物园的真虎做表情和动作捕捉，然后在后期制作中进行特效合成。片中杨子荣留给小栓子的那个画像本是徐克本人画的。张涵予在广州站的电影宣传中表示：“结尾大家看到的那个打飞机的彩蛋，绝对是史上最贵的彩蛋。这个本来是影片最初的结局，因为某些‘你懂的’原因，我们必须重新拍一个更靠谱的结尾。”
讲述电影拍摄幕后故事的《智取威虎山3D》纪录片由甘露导演，长172分钟分为《打虎上山》和《踏雪而来》上下两集，已在优酷土豆平台独家同步播出。

## 发行
2014年12月16日，影片在北京举行了一场首映礼。12月17日与18日，主创分别在哈尔滨和上海举行了首映礼发布会。12月19日，博纳影业宣布影片提档一天，从原来的24日零点上映，提前7小时至23日17时上映。

### 评价
北京首映后，有许多媒体记者和影评人对电影的第一印象是“惊艳”。有影评人称：“徐克用侠义、警匪和3D等商业元素包装了这部红色经典。”原著《林海雪原》作者曲波之女曲毳毳说：“看了电影，我觉得年轻演员演绎出了父辈的神采，整个电影也因此充满了全新的魅力，我们家里，80后、90后的年轻人都深受感染。在此，我要感谢导演用电影的方式为这个故事赋予了全新的生命。”接受采访的多位观众多用“惊心动魄”、“震撼”、“视觉效果好”、“超出预期”等来形容。
网易影评：“也许只有徐克，能把唱了一万遍的样板戏也拍得这样热血豪气，快意恩仇，在红色经典的背后挖出一个侠义的江湖。《智取威虎山》可能还不是徐克最经典的作品，但一定是他最少年心气的一部，年过花甲仍然意气风发。故事的主体紧凑干脆，有如一截松油火把，速速地点着，蓬勃地燃烧，没有逻辑漏洞，情节环环相扣，有限的片长不但兼顾座山雕和杨子荣的素描，还有时间雕刻配角。掐头去尾，不废话不拖沓，几乎没有多余的镜头。徐克不讲‘道理’，没有‘主义’，不拉拢愤青也不煽动仇恨，在他眼里，林海雪原只有一个淡淡的江湖，他戏里的每个人都不矫揉造作。大胆改编，小心着墨，影片最大的诚意还不是雄性荷尔蒙大量释放，它表现出足够尊重观众的姿态，说事儿认真，打得卖力，胸中自有豪气，心地坦然。”
新浪认为：“《智取威虎山》红色样板戏、间谍侦查员、打进土匪窝、解救老百姓的关键词，似乎缺乏足够的‘燃点’。然而影片的交卷成绩却令人意外，不仅让红色经典题材脱离了或乏味或雷人的两个漩涡，还将杨子荣打虎上山、杨子荣初见座山雕、解放军划过鹰嘴峰的戏份，拍出了时髦的新意。”
影评人“慕容天涯”写道：“这一次徐克用自己的方式，重塑了我们记忆中的经典样板戏，将这部影片变成了足以比肩好莱坞大制作的超级商业巨制。无论是宏大的场面，绝不含糊的3D，依旧天马行空的动作场面这些电影的‘硬件’。还是抢眼的主人公，出色的配角们，以及令人惊喜的偶像这些‘软件’，都达到了目前华语电影的顶级水准。套用片中最流行的句式总结就是：一个字——徐克用佳作重塑了经典。”
影片入选第三届“海峡两岸三地十大华语电影”之列。

### 票房
中国大陆首周5天半收获3.25亿人民币列榜首，其中首日上映7个小时收入1660万。次周收入3.7亿蝉联冠军，累计6.966亿。第三周入账1.08亿列第三位，累计8.04亿，位居中国影史华语片第六名，刷新徐克作品内地票房成绩。第四周收4968万列第四位；第五周取得2255万列第五位，累计8.68亿。第六周再收620万列第九位，中国大陆最终成绩达到8.82亿。
| 上一届： 《一步之遥》 | 2014年中国内地一周票房冠军 第52周（12月22日—12月28日） 2015年中国内地一周票房冠军 第1周（12月30日—1月5日） | 下一届： 《博物馆奇妙夜3》(2015年) |

## 獎項及提名
| 獎項                               | 類別             | 名字                                 | 結果 |
| 2015年北京国际电影节               | 最佳男配角       | 梁家輝                               | 獲獎 |
| 第35屆香港電影金像獎               | 最佳男主角       | 梁家輝                               | 提名 |
| 第35屆香港電影金像獎               | 最佳美術指導     | 易振洲                               | 提名 |
| 第35屆香港電影金像獎               | 最佳电影         | 《智取威虎山》                       | 提名 |
| 第35屆香港電影金像獎               | 最佳剪接         | 柏杨                                 | 提名 |
| 第35屆香港電影金像獎               | 最佳摄影         | 蔡崇辉                               | 提名 |
| 第35屆香港電影金像獎               | 最佳原创电影音乐 | 胡伟立                               | 提名 |
| 第35屆香港電影金像獎               | 最佳服装造型设计 | 权裕辰                               | 提名 |
| 第35屆香港電影金像獎               | 最佳动作设计     | 元彬                                 | 提名 |
| 第35屆香港電影金像獎               | 最佳音响效果     | 曾景祥、李耀强、姚俊轩               | 獲獎 |
| 第35屆香港電影金像獎               | 最佳视觉效果     | 金旭                                 | 提名 |
| 第35屆香港電影金像獎               | 最佳導演         | 徐克                                 | 獲獎 |
| 第10屆香港電影導演會年度大獎       | 最佳導演         | 徐克                                 | 獲獎 |
| 第10屆香港電影導演會年度大獎       | 最佳电影         | 《智取威虎山》                       | 獲獎 |
| 第22屆香港电影评论学会大奖         | 最佳电影         | 《智取威虎山》                       | 提名 |
| ---------------------------------- | ---------------- | ------------------------------------ | ---- |
| 第22屆香港电影评论学会大奖         | 推荐电影         | 《智取威虎山》                       | 獲獎 |
| 第22屆香港电影评论学会大奖         | 最佳導演         | 徐克                                 | 獲獎 |
| 第22屆香港电影评论学会大奖         | 最佳編劇         | 徐克、黄欣、李杨、吴兵、董哲、林启安 | 提名 |
| 第22屆香港电影评论学会大奖         | 最佳男演員       | 张涵予                               | 提名 |
| 2015年伦敦国际华语电影节           | 最佳男主角       | 张涵予                               | 獲獎 |
| 第16届华表奖                       | 優秀男演員       | 张涵予                               | 提名 |
| 第16届华表奖                       | 优秀导演         | 徐克                                 | 獲獎 |
| 第16届华表奖                       | 优秀故事片       | 《智取威虎山》                       | 獲獎 |
| 亞洲週刊                           | 2015十大中文電影 | 《智取威虎山》                       | 獲獎 |
| 第3屆 海峽兩岸三地「十大華語電影」 | 十大華語電影     | 《智取威虎山》                       | 獲獎 |
| 第12屆电影频道传媒大奖             | 2014年度影片     | 《智取威虎山》                       | 獲獎 |
| 第11届中美电影节                   | 金天使獎         | 《智取威虎山》                       | 獲獎 |
| 第22屆北京大學生電影節             | 組委會大獎       | 《智取威虎山》                       | 獲獎 |
| 第33届大眾電影百花獎               | 优秀电影特别表彰 | 《智取威虎山》                       | 獲獎 |
| 第33届大眾電影百花獎               | 最佳男配角       | 陳曉                                 | 提名 |
| 第16屆華鼎獎                       | 中国最佳导演     | 徐克                                 | 提名 |
| 第16屆華鼎獎                       | 中国最佳男配角   | 林更新                               | 提名 |
| 第16屆華鼎獎                       | 中国最佳男主角   | 張涵予                               | 提名 |
| 第16屆華鼎獎                       | 中国最佳影片     | 《智取威虎山》                       | 提名 |
| 第30届金鸡奖                       | 最佳故事片       | 《智取威虎山》                       | 提名 |
| 第30届金鸡奖                       | 最佳男主角       | 张涵予                               | 獲獎 |
| 第30届金鸡奖                       | 最佳改编剧本     | 徐克、黄欣、李杨、吴兵、董哲、林启安 | 提名 |
| 第30届金鸡奖                       | 最佳摄影         | 蔡崇辉                               | 提名 |
| 第30届金鸡奖                       | 最佳录音         | 吴京京                               | 提名 |
| 第30届金鸡奖                       | 最佳美术         | 易振洲                               | 提名 |
| 第30届金鸡奖                       | 最佳音樂         | 胡伟立                               | 提名 |
| 第30届金鸡奖                       | 最佳剪輯         | 于柏杨                               | 獲獎 |
| 第30届金鸡奖                       | 最佳导演         | 徐克                                 | 獲獎 |
| 第52屆金馬獎                       | 最佳導演         | 徐克                                 | 提名 |
| 第52屆金馬獎                       | 最佳动作设计     | 元彬                                 | 提名 |
| 第52屆金馬獎                       | 最佳美术设计     | 易振洲                               | 提名 |
| 第52屆金馬獎                       | 最佳視覺效果     | 金旭                                 | 獲獎 |
| 第13届中国长春电影节               | 最佳視覺效果     | 金旭                                 | 獲獎 |
| 第9屆亞洲電影大獎                  | 最佳視覺效果     | 金旭                                 | 提名 |
| 第9屆亞洲電影大獎                  | 最佳造型設計     | 權裕辰                               | 提名 |
| 第9屆亞洲電影大獎                  | 最佳美術指導     | 易振洲                               | 提名 |

## 考據問題
片中主角群為東北民主聯軍，卻在片末戰鬥結束逼降土匪時使用了隔年才改稱、該當部隊後年才被編入的中國人民解放軍名號。

## 相關
- 中國內地最高電影票房收入列表